# Жуль Ріме
Жуль Ріме́ (фр. Jules Rimet; нар. 14 жовтня 1873 — 16 жовтня 1956) — французький футбольний функціонер. Засновник і президент паризького футбольного клубу «Ред Стар», згодом президент федерації футболу Франції. Третій президент ФІФА — обіймав цю посаду з 1921 до 1954 року, встановивши абсолютний рекорд правління організацією: 33 роки без перерви.
Знаходився біля витоків створення ФІФА, був піонером розвитку футболу на європейському континенті. Натхненний успіхами олімпійських футбольних турнірів, став ідейним натхненником проведення чемпіонатів світу з футболу, на яких аж до 1970 року головний приз мав його ім'я — Кубок Жуля Ріме (також відомий як «Золота богиня»).

## Біографія
Спочатку Ріме був християнським активістом, і 1898 року заснував християнську республіканську демократичну газету, «La Revue», яку в січні 1899 року об'єднав із виданням «Le Sillon» Марка Саньє. Їх спільне дітище закликало християн виступати проти монархії.
Заснувавши футбольний клуб «Ред Стар», він увійшов до керівництва федерації футболу (тоді називалась USFSA) й узяв участь у заснуванні ФІФА 1904 року. Але французька федерація незабаром виходить зі складу ФІФА й забороняє своїм клубам брати участь у будь-яких міжнародних матчах. Тоді Жуль Ріме переходить зі своїм клубом до Ліги футбольних Асоціацій.
Згодом він пройшов Першу світову війну, з якої повернувся в ранзі лейтенанта піхоти з червоним хрестом за бойові заслуги. Після закінчення воєнних дій, 11 квітня 1919 року, його було обрано президентом знов створеної федерації футболу Франції, а за два роки — президентом ФІФА. На думку багатьох футбольних істориків саме Жуль Ріме був найвидатнішим футбольним діячем сучасності: стільки, скільки зробив для світового футболу він, ніхто ні до, ні після нього ніколи не робив.[джерело не вказане 4861 день] Саме він вигадав і втілив проведення світових першостей із футболу.
1949 року він залишив посаду президента федерації футболу Франції через виниклі суперечності з приводу включення до чемпіонату німецького клубу «Саарбрюкен».
1956 року, за заслуги в популяризації спорту та за протиставлення його війні, Ріме було висунуто на здобуття Нобелівської премії миру.

## Цікаві факти
Під час чемпіонату світу з футболу 2006 на борту автобуса збірної Франції було написано Liberté, Égalité, Jules Rimet (Свобода, Рівність, Жуль Ріме), що було алюзією на національний девіз Франції — Liberté, Égalité, Fraternité (Свобода, рівність, братерство).